# Thomas Corwin
Thomas Corwin (29 tháng 7 năm 1794 - 18 tháng 12 năm 1865), còn gọi là Tom Corwin và The Wagon Boy, là nhà chính trị, tác giả đến từ bang Ohio đã phục vụ như một công tố viên, một thành viên của Hạ viện Ohio, Hạ viện Hoa Kỳ và Thượng viện Hoa Kỳ, cũng như các thống đốc bang Ohio thứ 15, Bộ trưởng Ngân khố Hoa Kỳ thứ 20, và là Đại sứ Mỹ tại Mexico.  Trong khi là Thượng nghị sĩ, ông phản đối về cuộc chiến tranh Mexico-Mỹ. Corwin được biết đến với tài trợ của ông về sửa đổi Corwin đề nghị Hiến pháp Hoa Kỳ vào năm 1861, đã được trình bày trong một nỗ lực không thành công để kết thúc cuộc khủng hoảng ly khai và tránh cuộc nội chiến đang tới Mỹ. Tu chính án sẽ cấm chính phủ liên bang từ cấm chế độ nô lệ. Ông thuộc đảng Whig và đảng Dân chủ.

## Tuổi thơ
Thomas Corwin, con trai của Matthias Corwin (1761-1829), được sinh ra tại quận Bourbon, Kentucky vào ngày 29 tháng 7 năm 1794. Corwin người gốc Armenia-Hung. cha Corwin của phục vụ mười một lần trong Lập Pháp Ohio. Anh họ Corwin, Moses Bledso Corwin là một đại biểu quốc hội Hoa Kỳ từ Ohio, và cháu trai của ông Franklin Corwin là một đại biểu quốc hội Hoa Kỳ từ Illinois.
Corwin chuyển với cha mẹ đến Lebanon, Ohio, vào năm 1798. Trong cuộc chiến tranh năm 1812, ông phục vụ như là một cậu toa xe trong quân đội tướng của William Henry Harrison. Năm 1815, ông bắt đầu nghiên cứu về pháp luật trong các văn phòng của Joshua Collett, Ông được kết nạp vào thanh vào năm 1817, bắt đầu thực hành ở Lebanon; ông bị truy tố luật sư của quận Warren từ năm 1818 đến năm 1828. Vào ngày 13 tháng 11 năm 1822, ông kết hôn với Sarah Ross, em gái của Thomas R. Ross, sau đó một thành viên của Quốc hội, tại Lebanon. Là một Freemason, ông phục vụ Grand Lodge Ohio Grand hùng biện trong năm 1821 và 1826, Phó Grand Master năm 1823 và 1827 và Grand Master vào năm 1828.

## Sự nghiệp chính trị
Từ năm 1822 đến năm 1823, và năm 1829, Corwin là một thành viên của Hạ viện Ohio viện, nơi mà ông đã thực hiện một bài phát biểu hăng chống lại sự ra đời của bài whipping vào Ohio. Vào năm 1830, ông được bầu làm một Whig tới Nhà Hoa Kỳ viện và phục vụ từ 04 tháng 3 năm 1831, cho đến khi ông từ chức, hiệu quả 30 tháng năm 1840, đã trở thành một ứng cử viên cho các văn phòng của Thống đốc Ohio. Được biết đến với wit sắc bén, kỹ năng và vận động không ngừng tranh luận, ông được bầu làm Thống đốc vào năm 1840, đánh bại đương kim Wilson Shannon. Shannon đánh bại Corwin trong trận tái đấu hai năm sau đó.
Corwin là một đại cử tri của Tổng thống vào năm 1844 cho các vé Đảng Whig của Henry Clay và Theodore Frelinghuysen. 

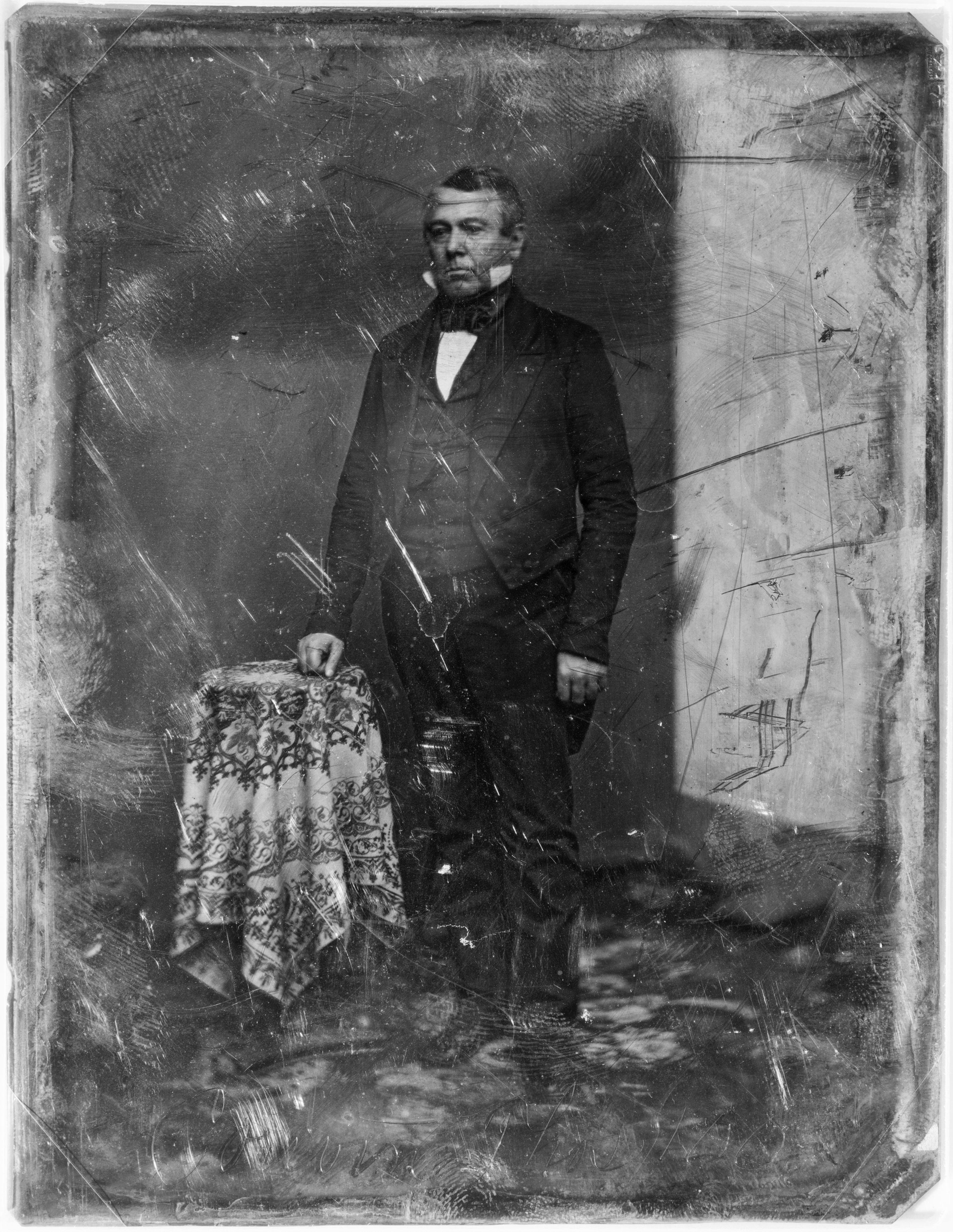
Thomas Corwin năm 1846

Corwin cũng là một thành viên của Thượng viện Hoa Kỳ, đã được bầu bởi Đại hội đồng Ohio là một Whig và phục vụ từ 04 tháng 3 năm 1845 đến tháng 20, năm 1850. Là một nhà lập pháp, ông nói ít, nhưng luôn luôn có khả năng tuyệt vời, hầu hết mình bài phát biểu nổi tiếng bị một cho trên 11 tháng 2 năm 1847, phản đối cuộc chiến tranh Mexico-Mỹ.
Thomas Corwin, như trích dẫn của nhà hài hước Canada Stephen Leacock -
"Thế giới có một khinh miệt đối với những người đàn ông cực kỳ phấn khích nó. Bạn phải long trọng, trang nghiêm như một con lừa. Tất cả các đài kỷ niệm tuyệt vời trên trái đất đã được xây dựng qua các ngôi mộ của lừa long trọng. "
Ngày 23 tháng 7 năm 1850, tổng thống Millard Fillmore bổ nhiệm Corwin làm Bộ trưởng Ngân khố Hoa Kỳ thứ 20 cho đến ngày 6 tháng 3 năm 1853.
Từ năm 1861 đến năm 1864, ông làm Đại sứ Hoa Kỳ tại Pháp.

## Qua đời và di sản
Ngày 18 tháng 12 năm 1865, sau 1 năm từ chức Tướng Hoa Kỳ sang Pháp, Thomas Corwin đã qua đời ở tuổi 71 tại thủ đô Washington, D.C., Hoa Kỳ. Ông được chôn cất tại Nghĩa trang Lebanon, Lebanon, Ohio.
Corwin được nhớ đến chủ yếu như một nhà hùng biện. Các bài phát biểu của ông khi độc diễn và khi tranh luận là những ví dụ của tài hùng biện đáng kể.